# ドマゴイ・パヴィチッチ
ドマゴイ・パヴィチッチ（Domagoj Pavičić、1994年3月9日 - ）は、クロアチア・ザグレブ出身のサッカー選手。スュペル・リグ・コンヤスポル所属。ポジションはMF。

## クラブ経歴
地元ザグレブのユースクラブを転々とし、2007年、国内屈指の強豪クラブNKディナモ・ザグレブの下部組織に加入した。
2014年3月2日、NKロコモティヴァ・ザグレブとのリーグ戦でデビュー。
2017年9月1日、HNKリエカに移籍した。9日のHNKツィバリア・ヴィンコヴツィ戦で移籍後初出場し、7-0での大勝に貢献した。2018-19シーズンは、リーグ戦32試合出場4得点を記録し、レギュラーとして活躍した。
2022年、コンヤスポルに加入した。